# Célio Ferreira dos Santos
Célio Ferreira dos Santos (* 20. Juli 1987 in Paracatu, MG) ist ein brasilianischer Fußballspieler. Er ist auch im Besitz der Staatsbürgerschaft von Osttimor. 

## Karriere
Célio begann 2006 seine Laufbahn beim u. a. AA Ponte Preta. Hier konnte er sich nicht entscheidend durchsetzen, so dass er ab 2008 ausgeliehen wurde und 2009 den Klub wechselte nach einer Zwischenstation ging es noch im selben Jahr nach China zu Beijing Renhe. Hier kam er zu keinen Einsätzen und wechselte bereits 2010 nach Portugal zum Belenenses Lissabon, welcher in der Saison 2010/11 als Aufsteiger in der zweiten Liga spielte. Sein erstes Ligaspiel für den Klub bestritt er am 11. September 2010 gegen den FC Penafiel. Insgesamt betritt er für den Klub 17 Liga- und zwei Pokalspiele.
Nach der Saison wurde Célio wieder abgegeben. Er spielte danach in der Regel nur eine Saison bei einem Klub. Seine Reise führte ihn nach Moldawien. Mit FC Dacia Chișinău bestritt er hier u. a. in der ersten Qualifikationsrunde zur UEFA Europa League 2012/13 zwei Spiele, bevor ihn es weiter in die Ukraine, den Iran und die Vereinigten Arabischen Emirate ging. 2016 war er wieder in Brasilien beim Avaí FC aktiv. Am 25. Juli 2016 wurde sein Wechsel nach Südkorea zum Ulsan Hyundai bekannt.
Im Februar 2017 ging Célio nach Thailand zum Muangthong United. Der Kontrakt endete nach zwei Jahren zu Saisonende 2018. Im August 2019 unterzeichnete er neuen Kontrakt bei UD Vilafranquense in Portugal. Zu Einsätzen kam er hier nicht und wechselte Anfang 2020 zum Santa Cruz FC. Zur Saison 2021/22 zog es ihn wieder nach Thailand. Hier unterschrieb er einen Vertrag beim Zweitligisten Kasetsart FC.
Im Januar 2023 wurde bekannt, dass der Kuching City FC aus Malaysia Célio verpflichtet hat. Der Kontrakt erhielt eine Laufzeit über ein Jahr. Nach Auslaufen des Vertrages verließ er den Klub. Seitdem ist er ohne neuen Kontrakt.

## Staatsbürgerschaft Osttimor
Um für die Nationalmannschaft von Osttimor spielen zu können, hat er die osttimoresische Nationalität angenommen. Der genaue Zeitpunkt ist unbekannt. Neben Célio machten dieses sechs weitere Brasilianer, unter anderem Juninho. Nur dieser kam bislang zu Einsätzen. Der Fußballverband von Osttimor hat dieses organisiert, um wettbewerbsfähig sein zu können. Das Vorgehen rief Unmut bei Fans und konkurrierenden Verbänden hervor.

## Erfolge
Muangthong United
- Thai League Cup: 2017